# Przegląd Poznański. Tygodnik Polityczny, Społeczny i Literacki
Przegląd Poznański. Tygodnik Polityczny, Społeczny i Literacki – tygodnik społeczno-kulturalny, ukazujący się w Poznaniu w latach 1894–1896.

## Informacje ogólne
Czasopismo skupiało wokół siebie postępową inteligencję, a pod względem literackim związane było z ruchem młodopolskim. Publicystykę uprawiali tu m.in. Władysław Seyda, Zygmunt Seyda i Bernard Chrzanowski. Teksty artystyczne publikowali natomiast: Adam Asnyk, Maria Konopnicka, Stefan Żeromski, Gabriela Zapolska, Jan Kasprowicz oraz Kazimierz Tetmajer. Pismo poddawane było intensywnej krytyce kręgów konserwatywnych i zachowawczych, reprezentowanych w dużej mierze przez Kurier Poznański i Dziennik Poznański. Gazety te przyczyniły się do odciągnięcia od tytułu wielu czytelników, a w końcu do jego upadku w 1896.

## Dzieje i układ
Czasopismo pod redakcją Władysława Rabskiego zainaugurowane zostało 1 kwietnia 1894. Inicjatorami byli młodzi, poznańscy inteligenci – Zygmunt Celichowski, Bernard Chrzanowski, Tomasz Drobnik, Bolesław Krysiewicz, Władysław Rabski, Władysław Seyda, Józef Stasiński i Jan Szuman. Grupa ta wyodrębniła się na tle wzrastających aspiracji mieszczaństwa wielkopolskiego, kompromitacji ugodowej polityki wobec Prusaków, wzrostu antypolskiego kursu władz, i buntowniczej postawy młodzieży niezadowolonej z zastanego życia politycznego dzielnicy. Dotąd wydawane czasopisma były całkowicie zamknięte dla nowatorskich poglądów i było to przyczyną stworzenia nowego forum, które uderzyć miało głównie w Dziennik Poznański, a zwłaszcza w jego redaktora naczelnego – Franciszka Dobrowolskiego, który hamować miał rozwój postępowych idei wśród młodzieży (np. Władysław Rabski był dawnym współpracownikiem Dziennika).
Według intencji założycieli Przegląd przeznaczony był przede wszystkim dla inteligencji i warstw wykształconych, a miejscem dystrybucji miał być zabór pruski, głównie Wielkopolska. Jednak inteligencja wielkopolska była wówczas klasą dość słabą, zachowawczą i uzależnioną w dużym stopniu od bogatego ziemiaństwa oraz burżuazji. W związku z tym gazeta nigdy nie zdobyła szerszego grona czytelników, pozyskując tylko niewielkie grono poznańskiej inteligencji miejskiej.
Pismo ukazywało się do końca 1896, czyli niecałe trzy lata i utrzymywało się z prenumeraty i reklam, ale wpływy te nie pokrywały w pełni kosztów, w związku z czym różnicę pokrywali założyciele. Przez cały okres trwania pismo borykało się z trudnościami materialnymi. Objętość wynosiła dwanaście stron, od numeru czterdziestego (4 października 1896) – osiem, a w końcowej fazie – sześć. Kolumny dzieliły się na trzy szpalty, układ był statyczny i nie podlegał zmianom. Pismo posiadało następujące działy:
- Polityka.
- Sprawy ekonomiczne.
- Literatura i sztuka.
- Badania naukowe.
- Szkoła i wychowanie.
- Życie społeczne (w tym m.in. kronika krakowska, londyńska, warszawska, paryska, wiedeńska i berlińska).
- Felietony.
- Rozmaitości.
- Krótkie notatki o nowych książkach.
- Powieści, nowele i poezje.
- Stałe przeglądy prasy polskiej i słowiańskiej.
- Recenzje teatralne[2].

## Ukierunkowanie ideologiczne
Gazeta widziała swoją rację bytu w odnowie życia publicznego, zwłaszcza sfery kulturalnej w Wielkopolsce. Chciała przyspieszyć rozwój kulturalny i moralny inteligencji zaboru pruskiego. Poświęcano też wiele uwagi sprawom politycznym. Pragnięto ukonstytuować stronnictwo inteligenckie o obliczu demokratycznym, mające w przyszłości wpływ na rolę polityczną Polaków w zaborze. Koncepcja wydawnicza stanowiła negację zasad obozu konserwatywno-klerykalnego, ale jednocześnie postulowała zmiany tylko w sferze politycznej i kulturalnej, bez nacisku na zmiany społeczne, co dystansowało pismo od obozu lewicowego. Wprowadzono m.in. pojęcie walki rasowej w analizie starć społeczeństwa polskiego z germanizacją. Przegląd był zdecydowanym przeciwnikiem ugody z zaborcą, co wyróżniało go na tle innych pism regionu. Postulował bojkot Niemców w każdej możliwej sytuacji. Potępiał politykę rezygnacji z dążeń do utrwalania polskości, nie był jednak zwolennikiem walki zbrojnej i stał twardo na gruncie legalności działań. Postulował jednomyślność w walce z wrogiem zewnętrznym przy jednoczesnej rywalizacji wewnętrznej stronnictw o różnych programach. Nie akceptowano całkowicie dążeń obozu ludowego, ale dopuszczano wystąpienia antyziemiańskie w stylu Orędownika redagowanego przez Romana Szymańskiego. Gazeta była rzecznikiem jedności słowiańskiej, widząc analogie między losem Polski i innych krajów słowiańskich.

## Sprawy społeczne i gospodarcze
Problemom społecznym poświęcano mniej miejsca, a gospodarce przyglądano się w sposób marginalny. Za bardzo ważną sprawę uważano natomiast pracę oświatową, zarówno u podstaw, jak i w sensie wychowania narodowego. Artykuły na ten temat publikowała m.in. Izabela Moszczeńska-Rzepecka. Mając na uwadze presję germanizacyjną w szkolnictwie, postulowano aktywne wychowanie narodowe w domach i organizacjach społecznych.